# Confédération Interalliée des Sous-Officiers de Réserve
Die Confédération Interalliée des Sous-Officiers de Réserve (CISOR), bis 2013 Association Européenne des Sous-Officiers de Réserve (AESOR), ist die Dachorganisation der nationalen europäischen Reserveunteroffizierverbände in der NATO und darüber hinaus. CISOR hat 18 teilnehmende Länder unter der aktuellen Präsidentschaft von Finnland. Diese nicht auf Gewinn ausgerichtete Organisation wurde am 1. Juni 1963 gegründet.

## Historie
Schon vor dem Zweiten Weltkrieg gab es zahlreiche Kontakte der Reserveoffizierverbände Belgiens, Frankreichs und der Niederlande, die 1946, nach dem Ende des Krieges, wieder auflebten. Sie führten zum ersten Kongress und der formellen Gründung der „Confédération Interalliée des Officiers de Réserve“ (CIOR) am 20. November 1948 in Brüssel. Nach und nach kamen hinzu: Luxemburg (1952), Dänemark (1956), Griechenland (1956), die Vereinigten Staaten (1958), Italien (1960), Deutschland (1961), Großbritannien (1963), Kanada (1964), Norwegen (1966) und Spanien (1992).
CISOR wurde auf Initiative der Fédération Nationale des Associations des Sous-Officiers de Réserve (FNASOR) unter dem Namen Association Européenne des Sous-Officiers de Réserve (AESOR) am 1. Juni 1963 auf der Marinebasis in Toulon gegründet. Die Ratifizierung der Charter erfolgte durch die damaligen Vertreter der Unteroffiziere aus Belgien, Luxemburg, der Bundesrepublik Deutschland, der Schweiz und Frankreich.
Deutscher Vizepräsident der AESOR war in den 1990er Jahren Hauptfeldwebel d.R. Klaus Günnewig. Im Rahmen eines feierlichen Festaktes übergab Hauptbootsmann d.R. Michael Warfolomeow nach zwei Jahren erfolgreicher Arbeit an der Spitze von AESOR am 24. März 2004 im Hofgartengebäude in Sigmaringen die Präsidentschaft an seinen Nachfolger, den Schweizer Alfons Cadario.
Warfolomeow blieb danach deutscher Vizepräsident und Leiter Deutsche Delegation und übergab sein Amt im Jahre 2005 an Stabsfeldwebel d.R. Frank Ochel, Geslau.
Vom 12. bis 15. September 2007 fanden die internationalen AESOR-Wettkämpfe der Unteroffiziere in Linz statt. Zum 1. Dezember 2013 ging die deutsche Vizepräsidentschaft von CISOR von Frank Ochel auf Hauptbootsmann d.R. Oliver Bindi, Wiesbaden, über.
Die deutschen Reservisten gewannen 2011 den Vergleich von CIOR in Warschau. Bei den internationalen Militärwettkämpfen von AESOR vom 6. bis 10. Juli 2011 in Toledo gewannen die deutschen Reserveunteroffiziere den Pokal. Die Unteroffiziere reisten Mitte Juni 2013 nach dem französischen Draguignan und die Offiziere, Unteroffiziere und Mannschaften Ende Juli 2013 gemeinsam nach dem tschechischen Brünn, um die Titel zu verteidigen. Eine Trainingswoche vom 1. bis 7. April 2013 in Hammelburg war die erste Qualifikation hierfür.
Die Vereinigung änderte ihren Namen am 22. Februar 2013 einstimmig mit der Zustimmung der Mitgliedsländer. Der Name ist seitdem Confédération Interalliée des Sous-Officiers de Réserve (CISOR).
Mit Blick auf die Bildung eines neuen engagierten Organisationsteams fand vom 12. bis 14. April 2013 an der Akademie der Bundeswehr für Information und Kommunikation in Strausberg ein Auswahl- und Vorbereitungsseminar statt. Die Leitung hatte Vizepräsident Frank Ochel. Er sagte: „Wir gehen auf die NATO zu. Was wir auf den Weg bringen, bestimmen wir selber.“

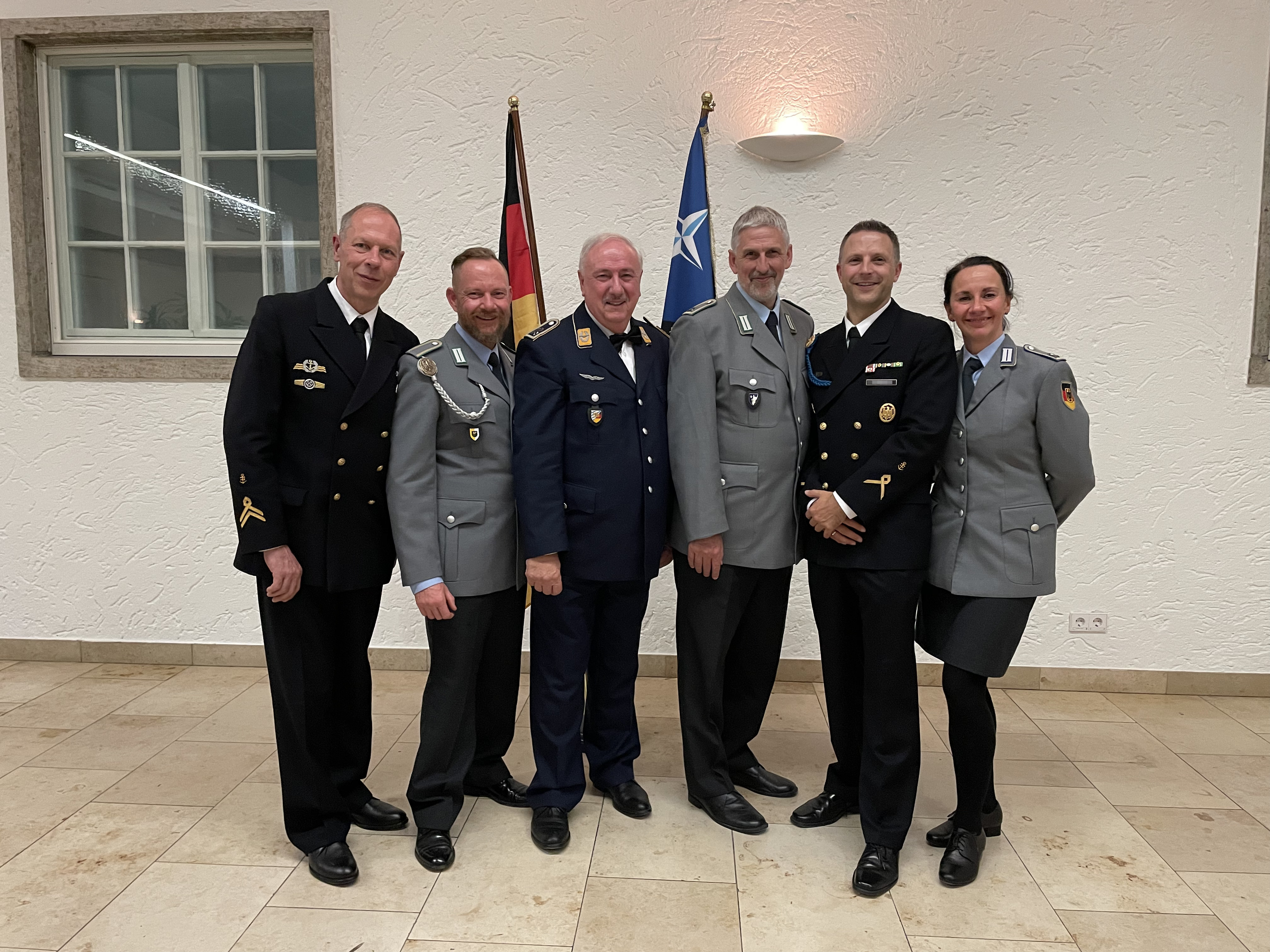
Das deutsche CISOR-Präsidentschaftsteam am 31. Oktober 2024 in Berlin.

Vom 18. bis 19. Oktober 2013 besuchte die deutsche Delegation den Kongress in Toulouse. Die Veranstaltung fand im Palais Niel statt. Das Herbstseminar der deutschen Delegation fand vom 29. November bis 1. Dezember 2013 in den Räumlichkeiten der Theodor-Heuss-Stiftung in Gummersbach statt. Im Vordergrund stand bei dieser Arbeitstagung der CIOR-Kongress vom 4. bis 8. August 2014 in Fulda.
Auf einstimmigen Beschluss des Comité Central wurden die Niederlande am 22. Februar 2014 in Nantes als vollwertiges Mitglied von CISOR aufgenommen. Großbritannien ist seit 2019 vollwertiges Mitglied von CISOR.
Vizepräsident CISOR DEU ist seit 2016 Reinhard Knott, Kreisvorsitzender der Kreisgruppe Oberpfalz-Süd des Verbandes der Reservisten der Deutschen Bundeswehr e. V.

## Struktur
CISOR ist gemäß den eigenen Statuten politisch unabhängig. Die Organisation vertritt seit 1963 die Interessen der Reserveunteroffizierverbände. Kongresse finden in den Jahren mit geraden Jahreszahlen statt. Die nationalen Delegationen sind mit je einem CISOR-Vizepräsidenten, der zugleich Delegationsleiter ist, und bis zu fünf Mitgliedern in den Kommissionen vertreten. An der Spitze stand ab 1. Juli 2014 Tomaž Lavtižar (Slowenien), Nachfolger von Maître Principal Philippe Cogan (Frankreich), Präsident der „Fédération Nationale des Associations des Sous-Officiers de Réserve“ (FNASOR). Am 4. Juni 2016 übernahm Ilpo Pohjola (Finnland) die Präsidentschaft. Am 30. Juni 2018 fand in Rovaniemi die Übergabe der Präsidentschaft an Michel d‘Alessandro (Belgien) statt. Sie endete mit dem Central Committee Meeting am 29. September 2020 in Tallinn und ging dann an den Schweizer Germain Beucler über. Deutschland übernahm mit Stabsfeldwebel d.R. Reinhard Knott als Präsident in Thun (Schweiz) im Jahre 2022 den CISOR-Vorsitz. Im Oktober 2024 übergab Knott die CISOR-Fahne an seine Nachfolgerin Minna Nenonen aus Finnland. 

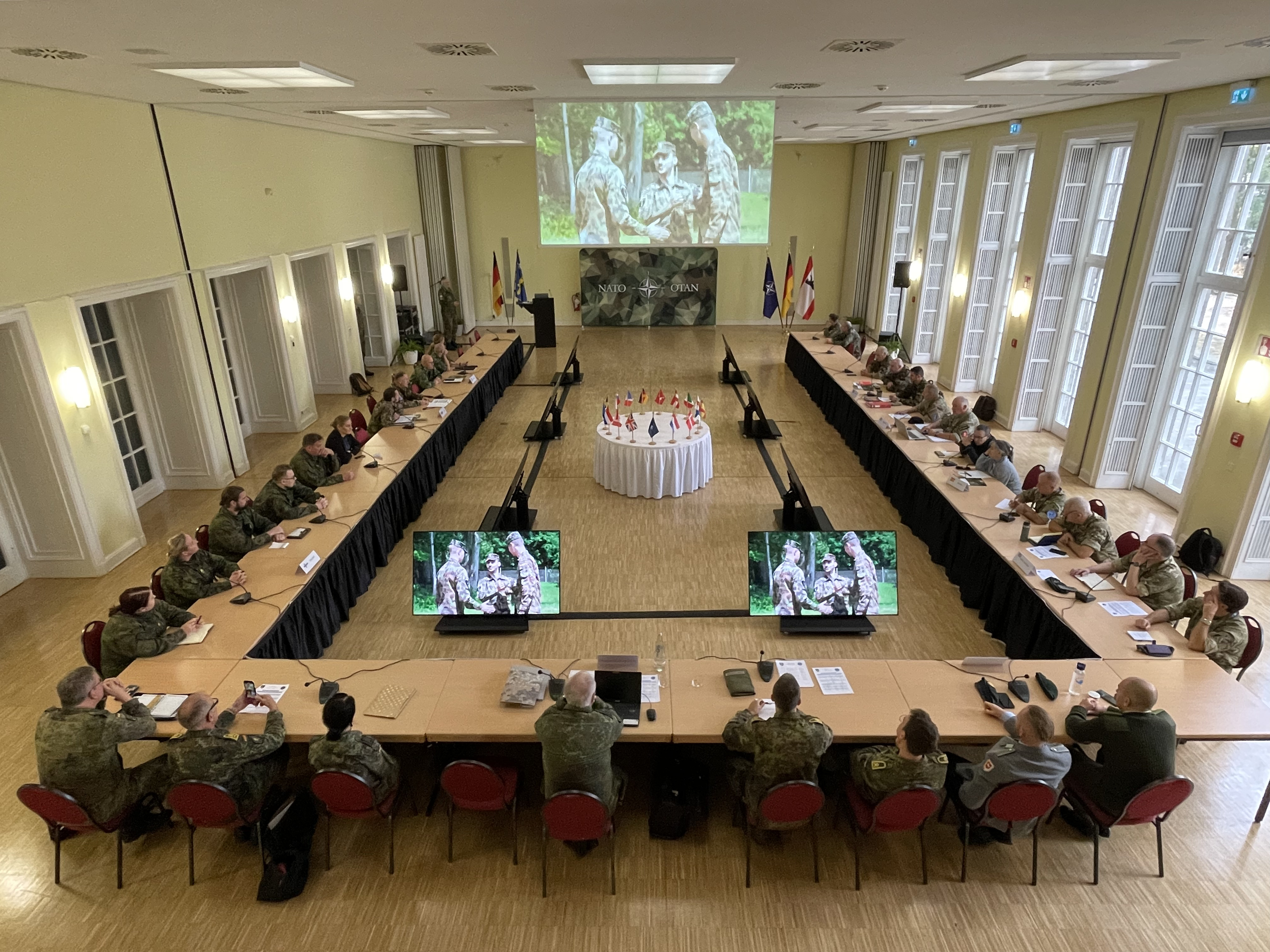
CISOR Central Committee Meeting am 31. Oktober 2024 in Berlin.

Die Staaten Kanada und Estland, zuletzt sogenannte Observer (Beobachter), wurden im Rahmen des Central Committee meetings 2019 als neue, vollwertige Mitglieder von CISOR aufgenommen.

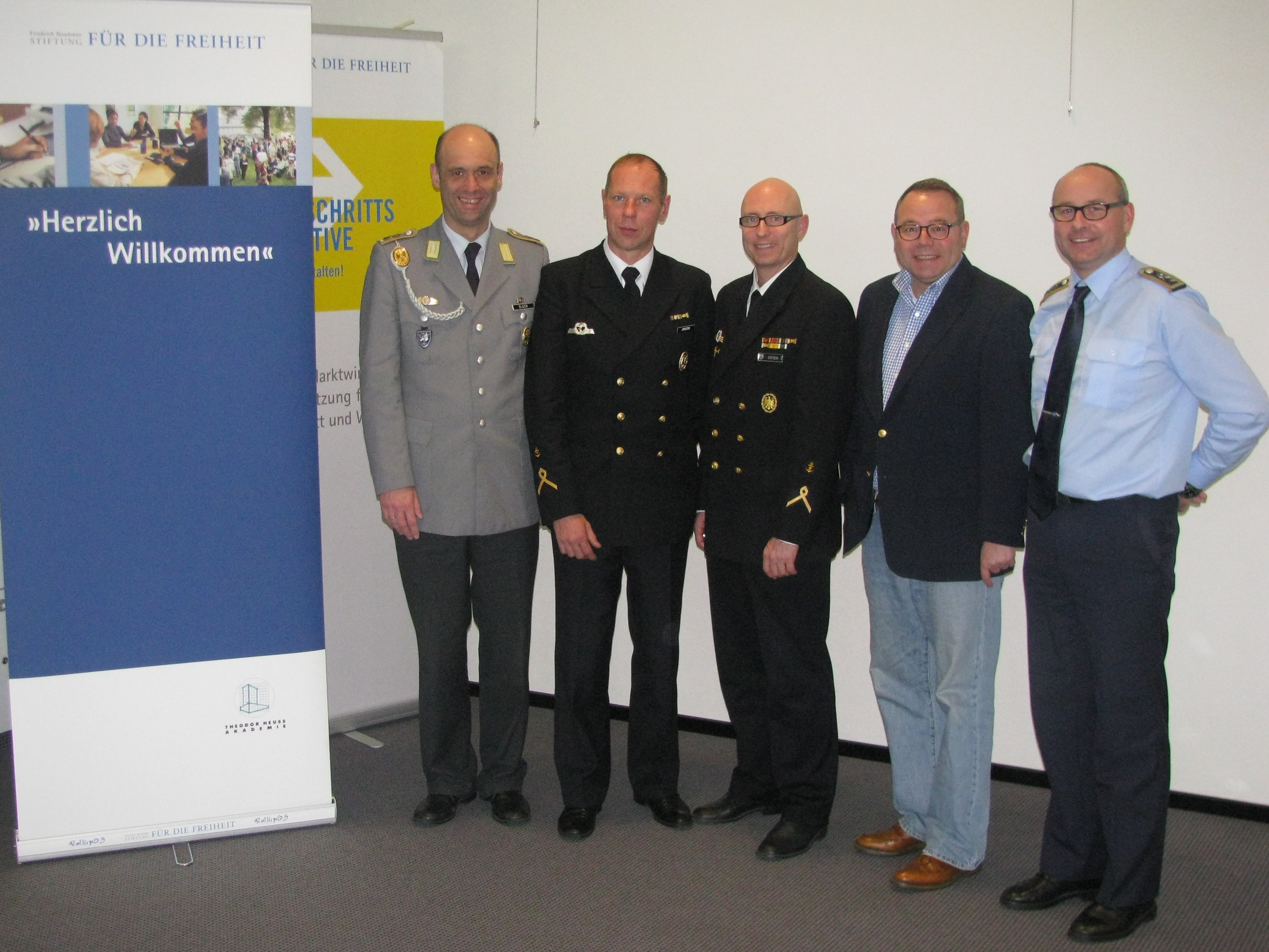
Die deutsche CISOR-Delegation am 30. November 2013 in Gummersbach (von links): StFw d.R. Matthias Blazek, HptBtsm d.R. Joachim Jodzio, HptBtsm d.R. Oliver Bindi, Hans-Jürgen Schraut (Vizepräsident Internationale Arbeit) und StFw d.R. Frank Ochel.

Heute umfasst der Verband die Reserveunteroffiziere der folgenden Länder: Belgien, Dänemark, Estland, Finnland, Frankreich, Großbritannien, Kanada, Niederlande, Österreich, Polen, Schweiz, Slowenien, Spanien und Deutschland. Portugal nimmt seit 2006 als Beobachter teil. Seit Oktober 2024 nimmt ebenfalls Ungarn als Beobachter teil. Die allen Nationen auf zwei Jahre zugesicherte CISOR-Präsidentschaft arbeitet mit einem Büro und Kommissionen. Sie organisiert in einem Jahr einen Kongress und im darauffolgenden Jahr einen mehrtägigen Sportwettbewerb.
| Nr. | Name                                      | Land        | Beginn der Amtszeit | Ende der Amtszeit |
| --- | ----------------------------------------- | ----------- | ------------------- | ----------------- |
| 1   | Sergent Abbé Henri Pistre (1900–1981)     | Frankreich  | 1963                | 1965              |
| 2   | Adjutant Henri Leclercq                   | Belgien     | 1966                | 1968              |
| 3   | Oberbootsmann d.R. Siegfried Hermann      | Deutschland | 1968                | 1969              |
| 4   | Adj Uof Émile Fillettaz                   | Schweiz     | 1970                | 1971              |
| 5   | Général Marcel Buffin                     | Frankreich  | 1972                | 1973              |
| 6   | Vizeleutnant Johann Hechenberger          | Österreich  | 1974                | 1975              |
| 7   | Adjutant Pierre van Hove                  | Belgien     | 1976                | 1977              |
| 8   | Oberfeldwebel Werner Frank                | Deutschland | 1978                | 1979              |
| 9   | Adj Uof Viktor Bulgheroni                 | Schweiz     | 1980                | 1981              |
| 10  | Vizeleutnant Hermann Loidold (1929–1983)  | Österreich  | 1982                | 1982              |
| 11  | Vizeleutnant Herbert Simmer               | Österreich  | 1983                | 1983              |
| 12  | Sergent-chef Charles de Giafferi          | Frankreich  | 1984                | 1985              |
| 13  | Adjutant Edward Majois                    | Belgien     | 1986                | 1987              |
| 14  | Hauptfeldwebel Klaus Günnewig (1944–2018) | Deutschland | 1988                | 1989              |
| 15  | Adj Uof Robert Nussbaumer                 | Schweiz     | 1990                | 1991              |
| 16  | Maresc Gerardo Di Lorenzo                 | Italien     | 1992                | 1993              |
| 17  | Vizeleutnant Josef Grünstäudl             | Österreich  | 1994                | 1995              |
| 18  | Adjutant Dimitri Pezirianoglou            | Frankreich  | 1996                | 1997              |
| 19  | Adjutant Nico C. Frerichs                 | Niederlande | 1998                | 1999              |
| 20  | Adjutant André Vallée                     | Belgien     | 2000                | 2001              |
| 21  | Hauptbootsmann Michael Warfolomeow        | Deutschland | 2002                | 2003              |
| 22  | Adj Uof Alfons Cadario (1940–2016)        | Schweiz     | 2004                | 2005              |
| 23  | Vizeleutnant Franz Hitzl                  | Österreich  | 2006                | 2007              |
| 24  | Arturo Malagutti                          | Italien     | 2008                | 2010              |
| 25  | Luis Messeguer                            | Spanien     | 2010                | 2011              |
| 26  | Sgt. Miguel Núñez                         | Spanien     | 2012                | 2012              |
| 27  | Maître Principal Philippe Cogan           | Frankreich  | 2012                | 2014              |
| 28  | Tomaž Lavtižar                            | Slowenien   | 2014                | 2016              |
| 29  | Ilpo Pohjola                              | Finnland    | 2016                | 2018              |
| 30  | Michel d‘Alessandro                       | Belgien     | 2018                | 2020              |
| 31  | Germain Beucler                           | Schweiz     | 2020                | 2022              |
| 32  | Stabsfeldwebel Reinhard Knott             | Deutschland | 2022                | 2024              |
| 33  | SGM Minna Nenonen                         | Finnland    | 2024                |                   |

## Aufgaben
Seit ihrer Gründung leistet CISOR bedeutsame Beiträge zur Stärkung der Allianz sowie für die Fortentwicklung der Sicherheitspolitik ihrer Heimatländer. CISOR fördert und veranstaltet selbst Fort- und Weiterbildungsmaßnahmen, internationale Seminare und Arbeitstreffen für Reserveunteroffiziere.
Auftrag von CISOR ist es, das Ansehen der Unteroffiziere zu festigen, ihre Verdienste zu würdigen und, unter Einbeziehung allen militärischen Personals, ein positives Image zu verbreiten.
Die Satzung sieht vor, dass zusammen mit zivilen und militärischen Behörden, international und national, CISOR zur Schaffung eines internationalen Abwehrsystems beiträgt, um die Freiheit in der Welt zu sichern. Das sind die Ziele:
a) Mitarbeit an einem gemeinsamen internationalen Reservistenstatut für alle Staaten der EU und Nicht-EU-Staaten.
b) Stärkung des Ausbaus der theoretischen und praktischen militärischen Fähigkeiten der Mitglieder, um so ein konsistentes Denken in Verteidigung und Sicherheit zu erzielen.

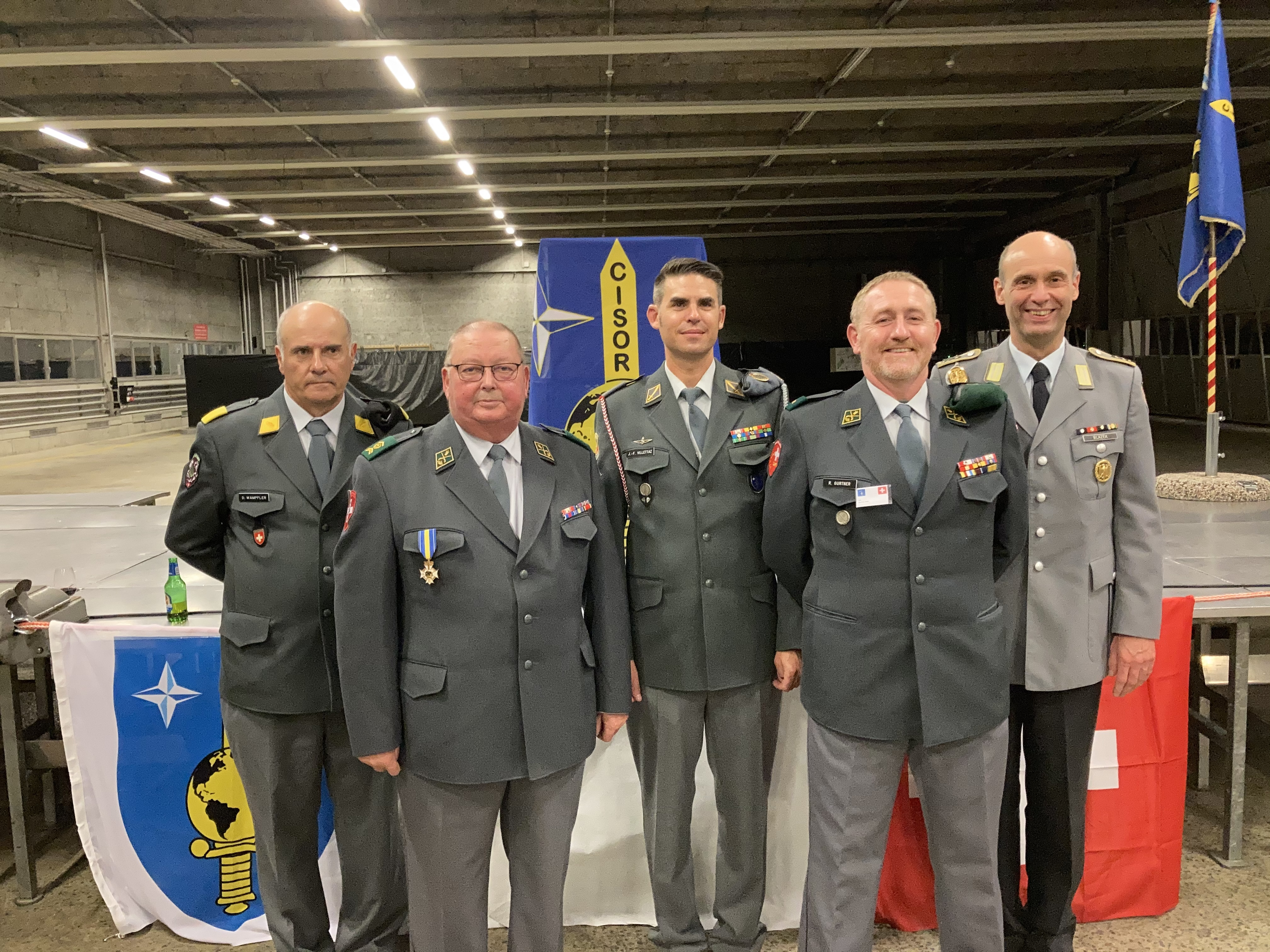
Das Schweizer Präsidentschaftsteam am 23. Oktober 2021 in Thun (von links): Daniel Wampfler, Präsident Germain Beucler, Vizepräsident Jean-François Villettaz, Rolf Gurtner, Generalsekretär Matthias Blazek.

Gemeinsam mit ihren Partnern, Kameraden und Freunden aus den europäischen Nachbarländern tragen die Reserveunteroffiziere von CISOR in den Jahren mit ungeraden Jahreszahlen den CISOR-Wettkampf aus. Dieser hat ein besonders hohes sportliches Niveau und ist bei den Streitkräften angesehen. Spitzensportler unter den Reserveunteroffizieren sämtlicher Mitgliedsstaaten kämpfen in nationalen und internationalen Teams um den Sieg bei den militärsportlichen Vergleichswettkämpfen (militärischer Fünfkampf).
Die letzten Wettkämpfe fanden 2015 in Slowenien, 2017 im südfinnischen Vekaranjärvi, 2019 in Säkylä und 2021 in Thun statt. Deutschland richtete im Rahmen der Präsidentschaft im Jahr 2023 den Wettkampf in Ingolstadt aus.
Zum Präsidentschaftsteam gehört seit 2012 ein Generalsekretär, der ehrenamtlich zwei Präsidentschaften zur Seite steht und neben der Protokollführung vor allem das Meldewesen begleitet. 
| Nr. | Name              | Land                   | Beginn der Amtszeit | Ende der Amtszeit |
| --- | ----------------- | ---------------------- | ------------------- | ----------------- |
| 1   | Alain Defraene    | Belgien                | 2012                | 1916              |
| 2   | Osmo Suominen     | Finnland               | 2016                | 2020              |
| 3   | Matthias Blazek   | Deutschland            | 2020                | 2022              |
| 4   | Andrew Mitchel    | Vereinigtes Königreich | 2022                | 2023              |
| 5   | Mirko Walentowitz | Deutschland            | 2023                |                   |